# Познай Кобрин
«Познай Кобрин» — навигационно-туристический интернет-портал о Кобрине и Кобринском районе. Является совместным проектом ГУО «СШ № 6 г. Кобрина» и отдела культуры Кобринского райисполкома. Открыт летом 2019 года. Самый масштабный проект Республики Беларусь, посвящённый отдельному региону. Содержит описания более 400 памятных мест Кобрина и Кобринского района, составленные как краеведами, так и обычными горожанами. Призёр Интернет-премии «ТИБО-2021» в номинации «Образование и наука», дипломант XIX Республиканского туристического конкурса «Познай Беларусь 2021» .
Сайт предусматривает навигацию с помощью системы QR-кодов. На многих кобринских памятниках архитектуры, истории и культуры размещены информационные таблички с QR-кодами. Считав код камерой, специальная программа распознает код и откроет нужную страницу портала «Познай Кобрин», текст которой можно прочитать или прослушать.
Интернет-портал множество раз упоминался в самых различных СМИ. Его отмечали как уникальный инновационный творческий проект, который способствует знакомству с историей и культурой города Кобрина, формирует туристическую привлекательность региона .

## История
В 2019 году ГУО «СШ № 6 г. Кобрина» и отделом культуры Кобринского райисполкома был разработан проект «Познай Кобрин». В основе проекта лежит собственная разработка платформы «Planet Guide», которая позволяет получить ТОП туристических мест и достопримечательностей региона.
Он является дальнейшим развитием и усовершенствованием портала «Туристический Кобрин», являющегося призёром конкурсов «ТИБО-2014» и «ТИБО-2016», и позволяет работать со всеми современными типами мобильных устройств.
Кобрин стал первым городом Брестчины, где начали реализацию проекта по оснащению QR-кодами памятников культуры . В 2016 году было оснащены кодами первые объекты, в числе которых стела городов-побратимов, надмогилье Мицкевичей, колумбарий, памятник русским воинам, одержавшим первую победу над войсками Наполеона в переделах России 15 июля 1812 года, Суворовский дуб у агрогородка Дивин. Статьи о Кобрине писались местными краеведами и работниками Кобринского военно-исторического музея имени А. В. Суворова. При написании были использованы уникальные архивные материалы и богатое творческое наследие А. Мартынова — создателя и первого директора музея.
В 2020 году появились новые версии 3D-экскурсий с панорамными фотографиями по всему городу, а в 2021 году — по залам музея и усадебному дому А. В. Суворова. В 2020 году начата работа по оцифровке старых фотографий из фондов музея и частных коллекций граждан, на основе которых с помощью нейронных сетей воссоздан в цвете облик города в XX веке. В 2021 году разработаны уникальные маршруты «Назад в 80-е», «Исторический центр Кобрина» с использованием мобильных устройств.
В 2021 году портал рекомендован Министерством образования Республики Беларусь при проведении мероприятий в рамках информационно-образовательного проекта «Школа Активного Гражданина». Является источником для проведения краеведческой работы, классных и информационных часов, воспитания подрастающего поколения.